# Gerrunium
|  | Per a altres significats, vegeu «Gerúnium». |

Gerrunium era una fortalesa dels febates, a la Dassarètia, a la frontera entre Il·líria i Macedònia.
El legat Luci Apusti, un oficial romà enviat per Publi Sulpici Galba Màxim per assolar el territori de Filip V de Macedònia durant la guerra contra aquest rei va ocupar i saquejar la ciutat, segons Titus Livi. Gerrunium (potser Gertunium) és probablement la mateixa localitat que Gertus (Γερτοῦς), ocupada per Scerdelaïdas, que la va prendre a Filip i aquest la va recuperar al segon any de la guerra social. Polibi menciona una localitat diferent, Gerus, situada probablement una mica més avall d'Antipàtria (Berat) seguint la vall del riu Uzúmi, probablement a la confluència amb el Devól.